# Sankarpur (Darchula)
Pour les articles homonymes, voir Sankarpur.
Sankarpur (en népalais : शंकरपुर) est un comité de développement villageois du Népal situé dans le district de Darchula. Au recensement de 2011, il comptait 2 981 habitants.